# Svilojevo
Svilojevo (en serbe cyrillique : Свилојево ; en hongrois : Szilágyi) est une localité de Serbie située dans la province autonome de Voïvodine. Elle fait partie de la municipalité d'Apatin dans le district de Bačka occidentale. Au recensement de 2011, elle comptait 1 179 habitants.
Svilojevo est officiellement classé parmi les villages de Serbie.

## Démographie

### Évolution historique de la population
| 1948  | 1953  | 1961  | 1971  | 1981  | 1991  | 2002  | 2011  |
| ----- | ----- | ----- | ----- | ----- | ----- | ----- | ----- |
| 1 750 | 1 917 | 1 785 | 1 667 | 1 490 | 1 278 | 1 364 | 1 179 |

|  |